# Malaksamudra, Yelbarga
Malaksamudra là một làng thuộc tehsil Yelbarga, huyện Koppal, bang Karnataka, Ấn Độ.